# Lolly Badcock
Lolly Badcock (Norwich, 12 de fevereiro de 1984) é uma atriz pornográfica e modelo de glamour inglesa. Trabalha no programa Babestation do canal Sky Digital, onde estrela como uma das anfitriãs. Ela também apresenta um programa semanal no canal Partyland Channel em TDT, um canal digital gratuito britânico. Já apareceu para um número de subscrição e de estações de televisão digital via satélite de acesso gratuito.
Em junho de 2010, ela apareceu no programa Lee Nelson's Well Good Show da BBC3, participando do jogo "How many people have they banged", onde foi revelado que (a partir de junho de 2010) ela teve relações sexuais com 110 pessoas.

## Prêmios
- 2005: BGAFD Best Actress Award[3]
- 2007: UK Adult Film & TV Awards - Most Outrageous Female Performance[4]